# Trukwa

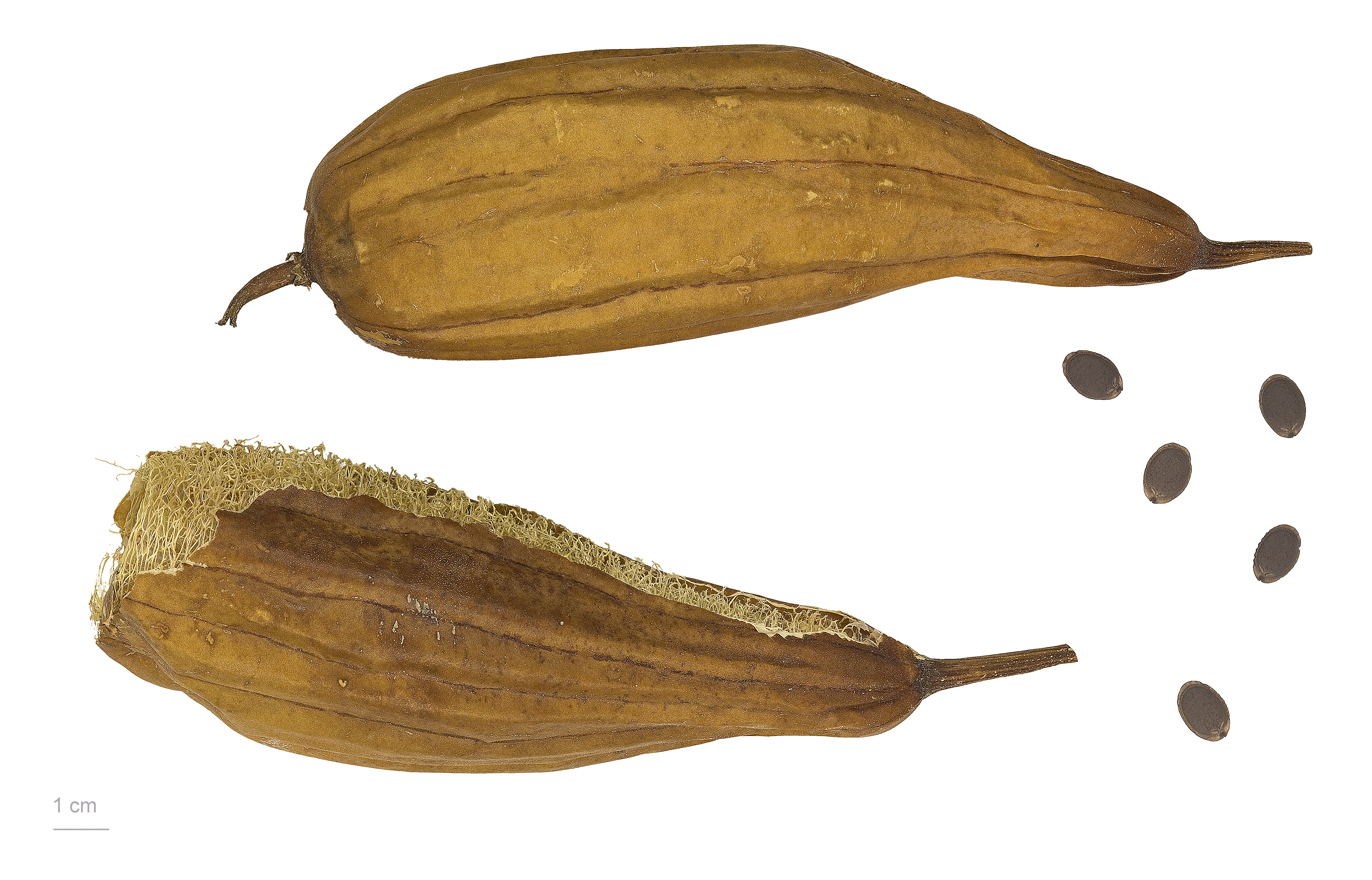
Owoce i nasiona trukwy egipskiej

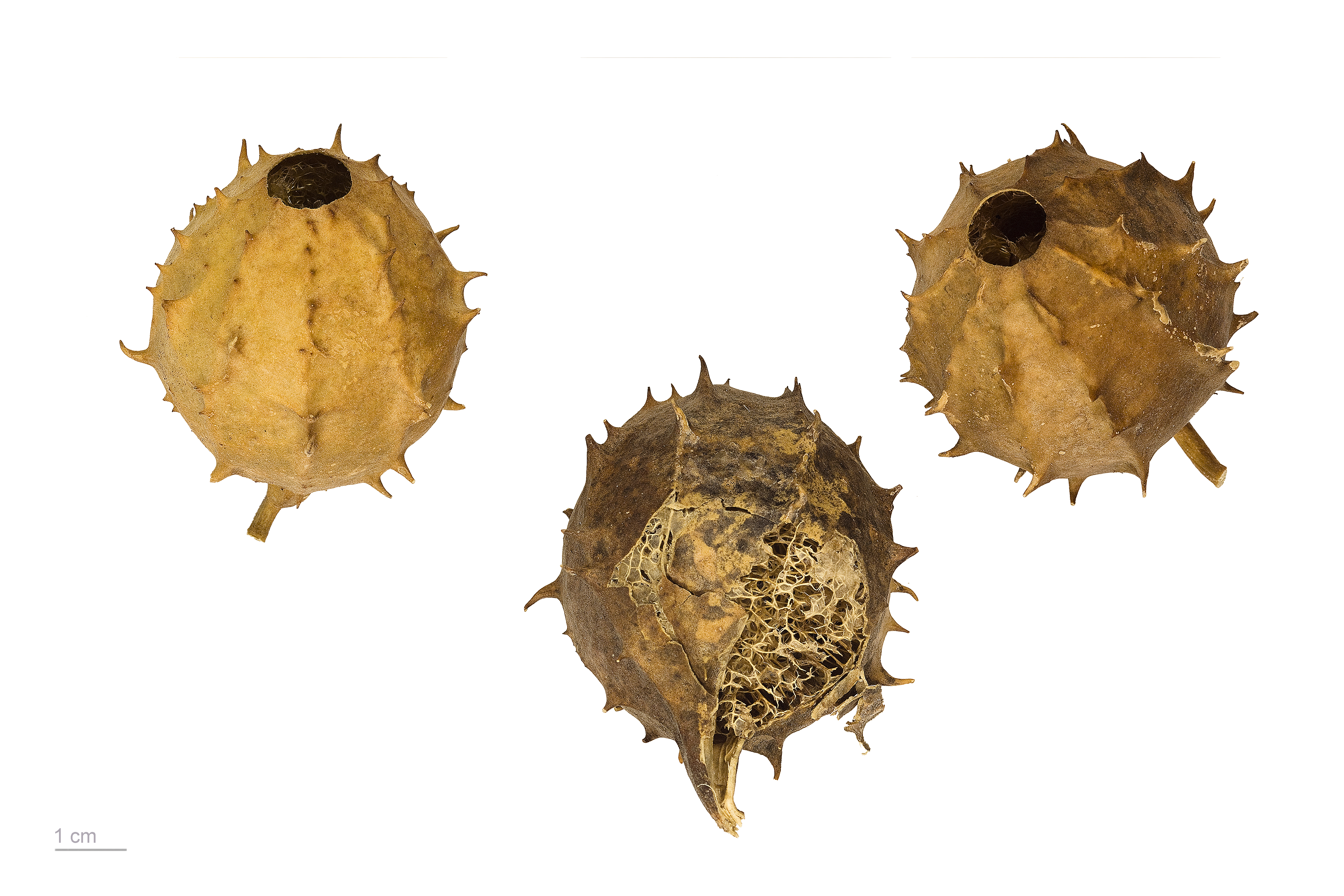
Owoce trukwy pokrywkowatej

Trukwa, gąbczak (Luffa Mill.) – rodzaj jednorocznych pnączy z rodziny dyniowatych. Obejmuje 9 gatunków występujących na wszystkich kontynentach w strefie tropikalnej i subtropikalnej.

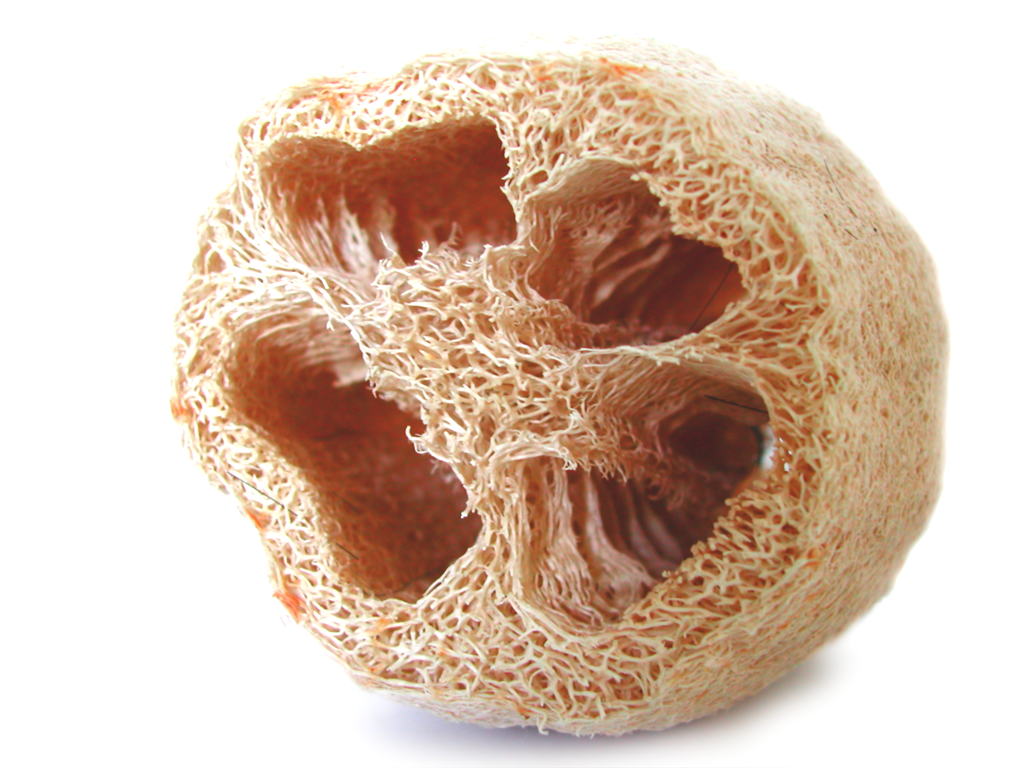
Szorstka gąbka z wysuszonej trukwy

## Morfologia
Pnącza z wąsami czepnymi. Kwiaty żółte, owoce cylindryczne do 30 cm długości. Owocnia na zewnątrz skórzasta, wewnątrz zawiera tkankę silnie włóknistą.

## Systematyka
Pozycja systematyczna według Angiosperm Phylogeny Website (2001...)
Rodzaj z rodziny dyniowatych z rzędu dyniowców, należących do kladu różowych w obrębie okrytonasiennych. W obrębie rodziny: podrodzina Cucurbitoideae, plemię Benincaseae.
Pozycja w systemie Reveala (1993-1999)
Gromada okrytonasienne (Magnoliophyta Cronquist), podgromada Magnoliophytina Frohne & U. Jensen ex Reveal, klasa Rosopsida Batsch, podklasa ukęślowe (Dilleniidae Takht. ex Reveal & Takht.), nadrząd Cucurbitanae Reveal, rząd dyniowce (Cucurbitales Dumort.), podrząd Cucurbitineae Engl., rodzina dyniowate (Cucurbitaceae Juss.), rodzaj trukwa (Luffa L.).
Wykaz gatunków
- Luffa acutangula (L.) Roxb. – trukwa ostrokątna
- Luffa aegyptiaca Mill. – trukwa egipska
- Luffa astorii Svenson
- Luffa echinata Roxb.
- Luffa graveolens Roxb.
- Luffa operculata (L.) Cogn. – trukwa pokrywkowata
- Luffa quinquefolia Seem.
- Luffa saccata F.Muell. ex I.Telford
- Luffa sepium (G.Mey.) C.Jeffrey

## Zastosowanie
Owoce co najmniej dwóch gatunków (trukwy egipskiej Luffa aegyptiaca oraz ostrokątnej L. acutangula), są uprawiane, zbierane przed dojrzeniem i spożywane jako warzywa, popularne w Azji i Afryce. Owoce po wysuszeniu zwane są „gąbkami roślinnymi”, mają różny stopień szorstkości i używane są do szorowania naczyń, czyszczenia ubrań i mycia ciała.